# Aeranthes orophila
Aeranthes orophila är en orkidéart som beskrevs av Toill.-gen. Aeranthes orophila ingår i släktet Aeranthes och familjen orkidéer. Inga underarter finns listade i Catalogue of Life.